# Saint-Didier-de-la-Tour
Saint-Didier-de-la-Tour település Franciaországban, Isère megyében. Lakosainak száma 2125 fő (2022. január 1.). Saint-Didier-de-la-Tour La Tour-du-Pin, Montagnieu, Le Passage, Saint-André-le-Gaz, Sainte-Blandine és Saint-Clair-de-la-Tour községekkel határos.

## Népesség
A település népessége az elmúlt években az alábbi módon változott:
| Lakosok száma | 949  | 1127 | 1310 | 1630 | 1892 | 2003 | 2045 | 2098 | 2124 | 2125 |
|               | 1968 | 1982 | 1990 | 2006 | 2013 | 2015 | 2017 | 2019 | 2020 | 2022 |